# Kirsi Piha
Kirsi Katariina Piha, née le 14 octobre 1967 à Helsinki, est une consultante en communication et personnalité politique finlandaise,.

## Biographie

### Carrière dans la communication
Kirsi Katariina Piha est propriétaire et présidente de l'agence de communication Ellun kanat, elle démissionne du comité de direction en 2016.

### Carrière politique
Membre du Parti de la coalition nationale, Kirsi Piha siège à l'Eduskunta de 1994 à 1996 et de 1999 à 2003 et au Parlement européen de 1996 à 1999.
Au début du mois de mars 2021, elle retire sa candidature à la mairie d'Helsinki pour le parti de la coalition nationale.
En février 2025, elle annonce qu'elle ne vote plus pour le parti de la coalition nationale.

## Ouvrages
- (fi) Kirsi Piha, Tästä asti aikaa : Väitteitä ja vastaväitteitä, Helsinki, Edita, 1999, 271 p. (ISBN 951-37-2780-7)
- (fi) Kirsi Piha et Jaakko Lyytinen, Yritä edes : 32 syytä ryhtyä yrittäjäksi, Helsinki, Talentum, 2004 (ISBN 952-14-0880-4)
- (fi) Kirsi Piha et Johanna Catani, Naisen opas, Helsinki, Otava, 2005 (ISBN 951-1-19875-0)
- (fi) Kirsi Piha, Äitijohtaja, Helsinki, Talentum, 2006 (ISBN 952-14-1105-8)
- (fi) Kirsi Piha, Medicien naapurissa : Pieni kirja Italiasta, Helsinki, Otava, 2008 (ISBN 978-951-1-22575-1)
- (fi) Kirsi Piha et Liisa Poussa, Dialogi : Paremman työelämän puolesta, Helsinki, Talentum, 2012 (ISBN 978-952-14-1804-4)
- (fi) Kirsi Piha et Marco Mäkinen, Rakkaus – Mitä tapahtuu huomenna?, Helsinki, Ellun kanat, 2016
- (fi) Kirsi Piha, Rytmihäiriö, Alma Talent, 2015 (ISBN 978-952-14-2660-5)